# Aeolochroma defasciata
Aeolochroma defasciata là một loài bướm đêm trong họ Geometridae.